# Adrian (Georgia)
Adrian ist eine Stadt in den Countys Emanuel und Johnson im US-Bundesstaat Georgia mit 664 Einwohnern (Stand: 2010).

## Geographie
Adrian liegt rund 20 km westlich von Swainsboro sowie etwa 240 km südöstlich von Atlanta. Der Ojhopee River fließt in nordwestlicher Richtung an Adrian vorbei. In dem bewaldeten Gebiet in der Umgebung Adrians befinden sich einige kleinere Seen. Nach den Angaben des United States Census Bureaus hat die Stadt eine Fläche von 3,7 km², wovon 3,6 km² auf Land und 0,1 km² (= 3,50 %) auf Gewässer entfallen.

## Geschichte
Adrian erhielt 1891 erstmals eine Poststation und wurde 1899 zur politischen Gemeinde erhoben.

## Demographische Daten
Laut der Volkszählung von 2010 verteilten sich die damaligen 664 Einwohner auf 262 bewohnte Haushalte, was einen Schnitt von 2,53 Personen pro Haushalt ergibt. Insgesamt bestehen 307 Haushalte. 
61,5 % der Haushalte waren Familienhaushalte (bestehend aus verheirateten Paaren mit oder ohne Nachkommen bzw. einem Elternteil mit Nachkomme) mit einer durchschnittlichen Größe von 3,32 Personen. In 34,0 % aller Haushalte lebten Kinder unter 18 Jahren sowie in 29,0 % aller Haushalte Personen mit mindestens 65 Jahren.
31,6 % der Bevölkerung waren jünger als 20 Jahre, 23,4 % waren 20 bis 39 Jahre alt, 26,0 % waren 40 bis 59 Jahre alt und 19,0 % waren mindestens 60 Jahre alt. Das mittlere Alter betrug 34 Jahre. 44,6 % der Bevölkerung waren männlich und 54,4 % weiblich.
61,1 % der Bevölkerung bezeichneten sich als Weiße, 32,1 % als Afroamerikaner, 0,6 % als Indianer und 0,3 % als Asian Americans. 3,5 % gaben die Angehörigkeit zu einer anderen Ethnie und 2,4 % zu mehreren Ethnien an. 5,0 % der Bevölkerung bestand aus Hispanics oder Latinos.
Das durchschnittliche Jahreseinkommen pro Haushalt lag bei 25.446 USD, dabei lebten 39,4 % der Bevölkerung unter der Armutsgrenze.

## Verkehr
Adrian wird vom U.S. Highway 80 sowie von der Georgia State Road 15 durchquert. Der nächste Flughafen ist der Augusta Regional Airport (rund 120 km nördlich).